# (328) Gudrun
(328) Gudrun ist ein Asteroid des äußeren Hauptgürtels, der am 18. März 1892 vom deutschen Astronomen Max Wolf an seiner Privatsternwarte in Heidelberg entdeckt wurde.
Der Asteroid ist benannt nach Gudrun, der Frau von Sigurd und später von Atli in der Völsunga saga der nordischen Mythologie.

## Wissenschaftliche Auswertung
Aus Ergebnissen der IRAS Minor Planet Survey (IMPS) wurden 1992 Angaben zu Durchmesser und Albedo für zahlreiche Asteroiden abgeleitet, darunter auch (328) Gudrun, für die damals Werte von 122,9 km bzw. 0,04 erhalten wurden. Eine Auswertung von Beobachtungen durch das Projekt NEOWISE im nahen Infrarot führte 2011 zu vorläufigen Werten für den Durchmesser und die Albedo im sichtbaren Bereich von 116,1 km bzw. 0,05. Nachdem die Werte nach neuen Messungen mit NEOWISE 2012 auf 145,7 km bzw. 0,03 geändert worden waren, wurden sie 2014 auf 116,8 km bzw. 0,05 korrigiert. Nach der Reaktivierung von NEOWISE im Jahr 2013 und Registrierung neuer Daten wurden die Werte 2016 angegeben mit 102,6 km bzw. 0,05, diese Angaben beinhalten aber hohe Unsicherheiten. Eine Untersuchung von 2020 bestimmte aus drei Sternbedeckungen durch (328) Gudrun einen Durchmesser von 103,3 ± 2,5 km.
Spektroskopische und spektrophotometrische Beobachtungen von (328) Gudrun wurden von 2020 bis 2021 am Seoul National University Astronomical Observatory (SAO) in Südkorea durchgeführt. Dies führte zu einer taxonomischen Einstufung des Asteroiden als Cgh-Typ.
Photometrische Messungen des Asteroiden fanden erstmals statt am 27. März 1974 am Observatorium Kvistaberg in Schweden. Aus den registrierten Daten konnte nur eine grobe Abschätzung der Rotationsperiode zu >12 h erfolgen. Neue Beobachtungen vom 10. bis 21. März 2012 am Burleith Observatory in Washington, D.C. lieferten aber eine detaillierte Lichtkurve, aus der eine deutlich kürzere Rotationsperiode von 10,992 h bestimmt wurde.
Mit einer Auswertung photometrischer Daten des Lowell-Observatoriums und des Gaia DR2-Katalogs konnten im Jahr 2019 für ein ellipsoidisches Modell des Asteroiden zwei alternative Positionen der Rotationsachse mit prograder Rotation und eine Periode von 10,9826 h bestimmt werden. Mit dem Weltraumteleskop Transiting Exoplanet Survey Satellite (TESS) konnten während dessen Durchmusterung des Südhimmels 2018 bis 2019 auch Objekte des Sonnensystems beobachtet werden. Dabei wurden auch die Lichtkurven von fast 10.000 Asteroiden aufgezeichnet. Für (328) Gudrun wurde aus Messungen etwa vom 2. bis 18. Juni 2019 eine Rotationsperiode von 10,9837 h erhalten.
Zwischen 2012 und 2018 wurden mit der All-Sky Automated Survey for Supernovae (ASAS-SN) auch photometrische Daten von 20.000 Asteroiden aufgezeichnet. Auf mehr als 5000 davon konnte erfolgreich die Methode der konvexen Inversion angewendet werden, darunter auch (328) Gudrun, für die in einer Untersuchung von 2021 ein verbessertes dreidimensionales Gestaltmodell für eine Rotationsachse mit prograder Rotation und einer Periode von 10,9849 h berechnet wurde.
Aus archivierten Daten des Asteroid Terrestrial-impact Last Alert System (ATLAS) aus dem Zeitraum 2015 bis 2018 konnte in einer Untersuchung von 2022 mit der Methode der konvexen Inversion eine Rotationsperiode von 10,985 h bestimmt werden. Im Jahr 2023 wurde aus photometrischen Messungen von Gaia DR3 erneut ein dreidimensionales Gestaltmodell des Asteroiden für eine Rotationsachse mit prograder Rotation und einer Periode von 10,9850 h berechnet.
Abschätzungen von Masse und Dichte ergaben in einer Untersuchung von 2012 für (328) Gudrun eine Masse von etwa 3,16·1018 kg und mit einem angenommenen Durchmesser von etwa 123 km eine Dichte von 3,27 g/cm³ bei einer Porosität von 1 %. Die Werte besitzen eine Unsicherheit von ±17 %.